# Adlerfelsen

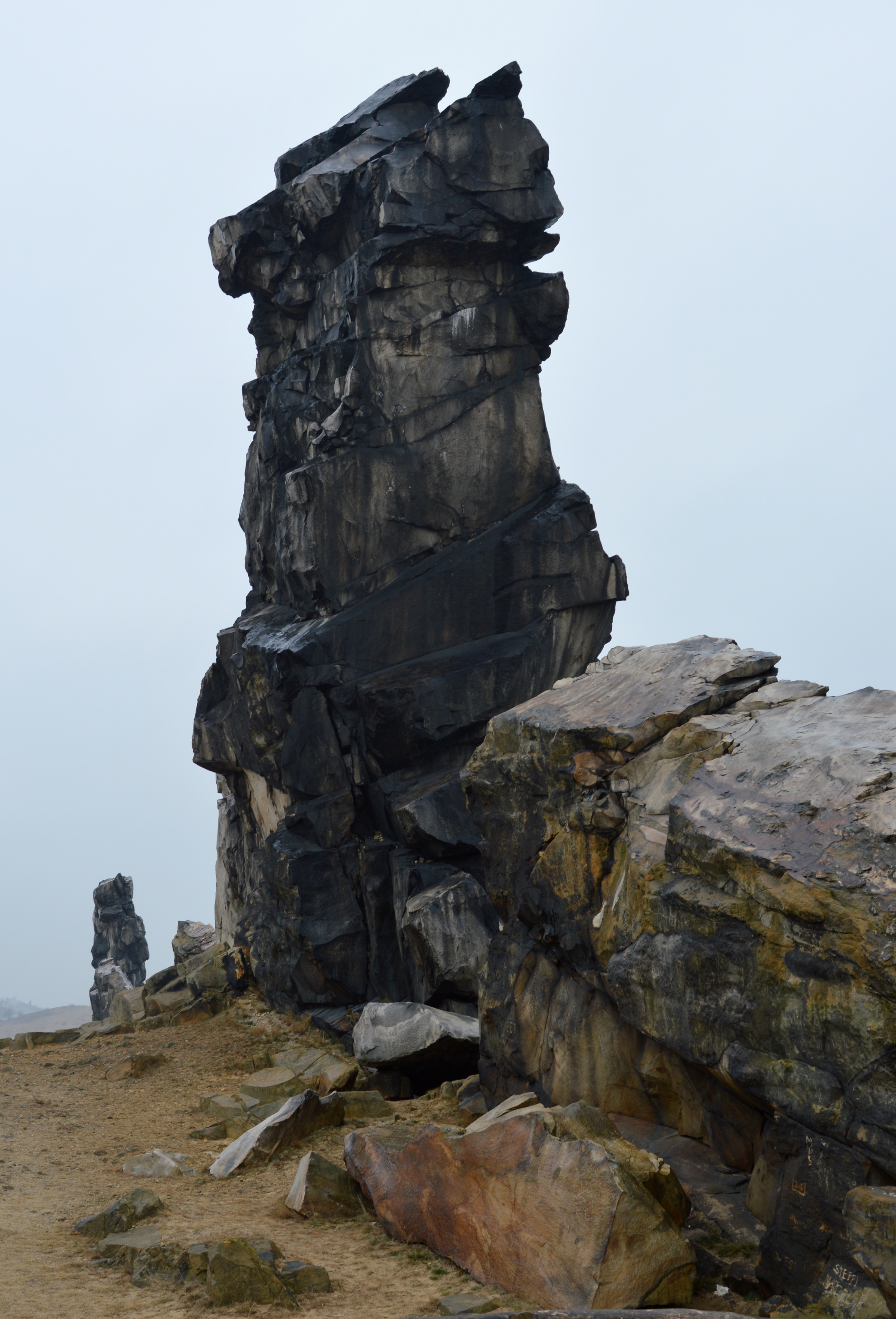
Adlerfelsen

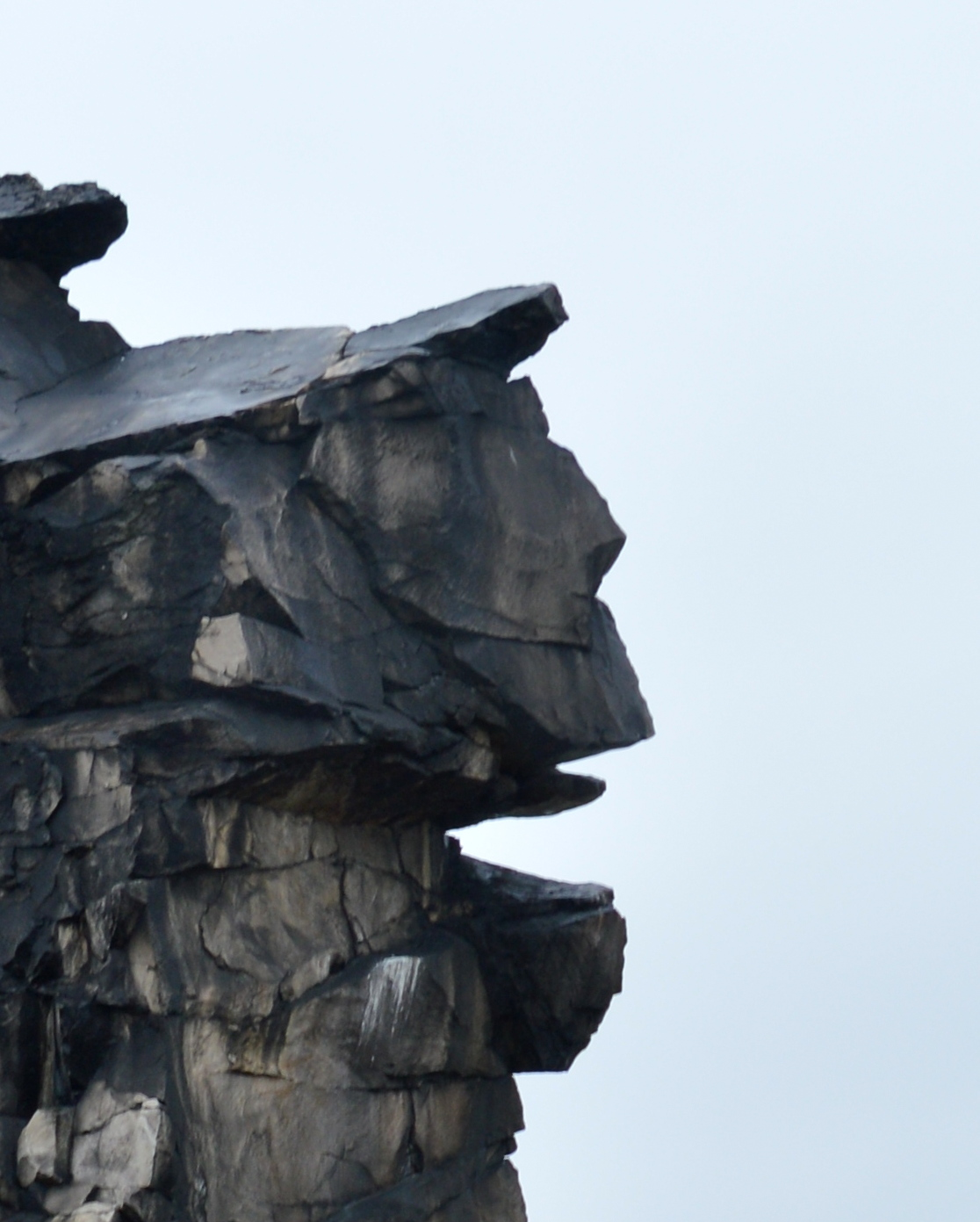
Profil des Teufels

Der Adlerfelsen ist ein markanter Felsenturm am Königstein der Teufelsmauer im nördlichen Harzvorland auf dem Gebiet der Stadt Thale bei Weddersleben im Landkreis Harz in Sachsen-Anhalt.
Er bildet mit einer Höhe 185 m ü. NHN den höchsten Punkt des Königsteins und ist aufgrund seiner turmartigen Struktur ein besonders markanter Teil der Teufelsmauer. Als Name ist auch Mönch, König oder Paviankopf gebräuchlich. Am oberen Ende des Adlerfelsens befindet sich eine Steinformation, die als nach Norden blickender Kopf gedeutet werden kann und als Teufel oder als König bezeichnet wird.
Der Name Mönch ist mit einer Sage verbunden. Danach trug eine Großmutter ihren Enkel von Neinstedt in Richtung Weddersleben, wo er getauft werden sollte. Der Beelzebub witterte das ungetaufte und daher schutzlose Kind, eilte vom Harz herab und wollte es an sich reißen. In diesem Moment trat jedoch ein Mönch zwischen ihn und die Großmutter und bannte den Beelzebub mit erhobener Bibel, so dass er vertrieben wurde.
Aus den Jahren 1934/35, der Zeit des Nationalsozialismus, ist überliefert, dass auf dem Adlerfelsen eine rote Fahne gesetzt worden sein soll. Bemühungen die Verursacher zu finden scheiterten. Aufgrund der schweren Zugänglichkeit soll die Fahne dort fast zwei Jahre geweht haben, bis ein Kletterer sie einholte. Dabei stellte sich heraus, dass es sich um einen roten Unterrock gehandelt hatte, der ursprünglich angeblich einer Ehefrau eines NSDAP-Mitglieds gehört haben soll.